# Desta Girma
Desta Girma Girma (* 29. März 1987) ist eine äthiopische Marathonläuferin.
Einem zweiten Platz beim Sevilla-Marathon 2009 in 2:33:11 h folgte im Jahr darauf ein Sieg an selber Stelle in 2:34:53. Zwei Monate später gewann sie den Madrid-Marathon in 2:34:39. 2011 steigerte sie ihre persönliche Bestleistung als Vierte des Xiamen-Marathons auf 2:32:10, verteidigte in Madrid ihren Titel und gewann den Riga-Marathon. 2012 wurde sie Achte beim Mumbai-Marathon.